# Brenda Bakke
Brenda Bakke (* 15. Mai 1963 in  Klamath Falls, Oregon) ist eine US-amerikanische Schauspielerin.

## Leben
Brenda Bakke wurde in Klamath Falls, im US-Bundesstaat Oregon geboren. Sie wuchs in Portland auf und begann bereits im jugendlichen Alter an lokalen Produktionen mitzuwirken, bevor sie nach Los Angeles zog, um an der American Academy of Dramatic Arts Schauspiel zu studieren.
Ihren wohl bekanntesten Auftritt hatte Brenda Bakke im Film Hot Shots! Der zweite Versuch an der Seite von Charlie Sheen.
Darüber hinaus trat sie in einigen Fernsehserien auf, darunter New York Cops – NYPD Blue, CSI: Den Tätern auf der Spur, Raumschiff Enterprise – Das nächste Jahrhundert und Supernatural.

## Filmografie (Auswahl)
- 1986: Club Sandwich (Last Resort)
- 1986: Hardbodies 2
- 1987: Raumschiff Enterprise – Das nächste Jahrhundert (Star Trek: The Next Generation, Fernsehserie, Folge Das Gesetz der Edo)
- 1987: Scavengers
- 1987: Medium Rare
- 1988: Fast Gun
- 1988: Dangerous Love
- 1989: Robot War (Ganheddo)
- 1989: Witch Bitch – Tod aus dem Jenseits (Death Spa)
- 1989: Fist Fighter
- 1989: Another Chance
- 1989: Auswegslos (Nowhere to Run)
- 1990: Starfire (Solar Crisis)
- 1992: The Medium
- 1992: Secrets
- 1993: Hot Shots! Der zweite Versuch (Hot Shots! Part Deux)
- 1993: Gunmen – Hetzjagd durch den Dschungel (Gunmen)
- 1994: Twogether
- 1994: Mission Voyager – Todesflug zum Planeten Trion (Terminal Voyage)
- 1995: Alarmstufe: Rot 2 (Under Siege 2: Dark Territory)
- 1995: Ritter der Dämonen (Tales from the Crypt: Demon Knight)
- 1995–1996: American Gothic – Prinz der Finsternis (American Gothic, Fernsehserie, 18 Folgen)
- 1996: Frame by Frame
- 1997: L.A. Confidential
- 1997: Trucks – Out of Control (Trucks, Fernsehfilm)
- 1998: Shelter – Pakt mit dem Feind
- 1998: Der Macher – Im Sumpf der Korruption (The Fixer, Fernsehfilm)
- 1999: Charmed (Folge 01x20)
- 2000: Time Loves a Hero (Kurzfilm)
- 2001: The Quickie
- 2002: Ausziehen, einziehen, umziehen! (Moving August)
- 2015: Supernatural (Folge 10x19)
- 2018: Foster Boy